# Cá bống tượng
Cá bống tượng (Danh pháp khoa học: Oxyeleotris marmorata) là một loài cá bống sống tại vùng nước ngọt phân bố tại lưu vực sông Mê Kông và sông Chao Praya cùng những con sông trong khu vực biên giới giữa các nước Malaysia, Singapore, Đông Dương, Philippines và Indonesia. Cá bống tượng là một loài cá có giá trị kinh tế cao.
Cá tự nhiên bắt gặp ở Việt Nam, Thái Lan, Malaysia, Brunei, Lào, Sumatra, Campuchia. Ở miền Nam Việt Nam cá xuất hiện ở hệ thống sông Cửu Long, sông Đồng Nai, sông Vàm Cỏ. Khu vực đồng bằng sông Cửu Long quanh năm nắng nóng và mưa nhiều nên thích hợp cho cá bống tượng sinh trưởng và phát triển tốt, ngoài ra cá còn được nuôi ở Quảng Nam.

## Đặc điểm sinh học
Cá bống tượng có kích thước lớn nhất trong họ cá bống nước ngọt, có thân hình thoi tròn. Cá có hàm răng sắc nhọn của các loài cá ăn động vật. Mình cá có nhiều màu đen, điểm thêm ít vằn nâu, đầu to hơn so với thân. Và điểm đặc biệt khó có thể nhầm lẫn cá bống tượng là dưới đuôi có hình chữ V màu đen.
Khi lật ngửa vảy bụng và lưng đều, các vây nguyên, cá có nhiều nhớt, màu lưng hơi xám, da bóng, mang phùng thật to và các vây xoè ra hết cỡ, có trọng lượng trung bình khoảng 50 - 100g. Cá bống tượng giống với những loài cá bống khác, nhất là trong thời kỳ còn nhỏ nhưng lúc lớn chúng có trọng lượng lớn, có thể đạt đến vài kg. Cá bống tượng khoẻ, thịt dày, ngon, thịt cá khi chế biến có màu trắng tinh như thịt gà, có độ dai và có vị ngọt.

## Tập tính
Cá sống thành đàn trong sông ngòi, kênh, rạch, ao, đìa hoặc hồ chứa. Cá bống tượng thường đi một cặp, ít khi đi lẻ Cá trưởng thành sinh sản ở những nơi có nước chảy. Cá có thể sống được ở vùng nhiễm phèn, độ pH = 5,5 và có độ mặn không quá 13%. Hàm lượng oxy hòa tan >1 mg/ lít. Nhiệt độ thích hợp 26 - 32oC. Song chúng có thể chịu đựng pH=5. Nhiệt độ thích hợp nhất cho cá phát triển từ 26-320C, cá cũng có thể chịu đựng nhiệt độ nước 15-410C, thậm chí chúng có thể chịu đựng đến độ muối 15‰. Cá cần có dưỡng khí trên 3 mg/l và có thể chịu đựng ở môi trường dưỡng khí thấp vì có cơ quan hô hấp phụ. Khi lượng khí oxy hoà tan trong ao thấp, cá có hiện tượng phùng mang, nổi đầu trên mặt nước.
Cá bống tượng trong tự nhiên, cá phân bố khắp các loại thủy vực: sông rạch, mương ao, ruộng,... Cá sống thích hợp ở môi trường nước không bị nhiễm phèn. sống ở đáy, ban ngày thường vùi mình xuống bùn, hang hốc, bộng, khi gặp nguy hiểm cá có thể chúi xuống bùn sâu đến 1m, có thể sống ở đó hàng chục giờ. Cá ưa ẩn náu nơi cây cỏ ven bờ, hang hốc.
Cá bống tượng có tập tính sống tầng đáy, môi trường nước yên tĩnh, có cỏ cây thủy sinh làm giá đỡ, cá có thể sống ở mé bờ gần mặt nước, cá ăn mồi sống tự nhiên. Cá bống tượng thường ban ngày ít hoạt động và thường vùi mình dưới bùn, hoạt động tích cực vào đêm, nơi có điều kiện thuận lợi cá hoạt động cả ban ngày.
Cá bống tượng là loài cá dữ điển hình, thích ăn động vật như cá, tép, cua, ốc... tươi sống và vừa với cỡ miệng. Nuôi trong ao, trong bè, cá ăn thêm các loài thức ăn khác như các loại hạt và thức ăn chế biến. Là loài cá dữ ăn thịt nhưng không rượt đuổi con mồi, mà chỉ nằm rình rập săn bắt. Cá bống tượng ăn mạnh về đêm hơn ngày, nước lớn ăn mạnh hơn nước ròng. Đây là loại cá dễ nuôi.